# Georges Lagrange (espérantiste)
Pour les articles homonymes, voir Georges Lagrange (évêque) et Lagrange.
Georges Lagrange (31 août 1928 - 30 avril 2004) est un écrivain espérantophone français, membre de l'Académie d'espéranto, de FEI (Institut français d'espéranto) et coanimateur du centre culturel espéranto Kvinpetalo à Bouresse, (Vienne). Il est le fils de René Lagrange, militant syndicaliste et historien du mouvement ouvrier.

## Biographie

### Enfance
George Lagrange est né à Gagny (dans la banlieue de Paris) de René Lagrange, tailleur (1891-1946) et de Madeleine Ducharne, blanchisseuse (1892-1968). René Lagrange était originaire d'une région vinicole, l'Yonne, et à cause de difficultés économiques dans sa région, il s'est rendu à Paris dans sa jeunesse. Il commence alors un apprentissage des métiers de boulanger et de pâtissier, pendant lequel il fait une mauvaise chute et en restera avec une jambe abîmée qui lui causera une gêne pour le restant de son existence. Il se sentait laid et indigne d'être aimé et il est resté longtemps célibataire. Pendant la Première Guerre mondiale, il sera employé à réparer les uniformes, une activité qu'il pouvait effectuer malgré son infirmité. Madeleine Ducharne était née à Paris dans une famille fortement athée, où l'instruction jouait un rôle de premier plan. La sœur de Madeleine était institutrice et est restée célibataire. Quant à elle, elle s'est mariée tardivement et avec le sentiment que son couple ne pourrait jamais être aussi heureux que celui de ses parents.
René et Madeleine se sont donc rencontrés alors qu'ils avaient près de quarante ans, lors d'un meeting syndical où chacun représentait son métier. Ils se marièrent parce qu'elle voulait fonder une famille. Le couple semble n'avoir jamais bien fonctionné. Georges a donc grandi comme fils unique d'un couple dont les disputes étaient fréquentes et qui vivaient dans des conditions économiques très difficiles. Son père était le plus souvent au chômage pendant que sa mère s'efforçait de s'établir comme travailleuse indépendante, mais son entreprise était constamment au bord de la faillite. Pendant la Deuxième Guerre mondiale, son père envisageait des temps meilleurs, ayant développé une clientèle qui lui confiait des costumes à réparer. C'est alors que sa jambe infirme fut atteinte d'une gangrène dont il mourra. René Lagrange était un autodidacte qui avait étudié en profondeur l'histoire du mouvement social ; c'est dans des revues que lisaient son père que Georges remarqua des  informations concernant l'espéranto auquel il va fortement s'intéresser.

### Vie professionnelle
Georges, qui était un bon élève dans un primaire prolongé par un cours complémentaire, commença un apprentissage de menuisier, mais il fut atteint d'un glaucome, qui lui fit perdre la vision d'un œil et de la moitié de l'autre. Redoutant de devenir aveugle, il se tourna vers un métier qu'il pourrait exercer même dans ce cas (après avoir envisagé le métier de masseur dont il se détourne ne trouvant pas attirant de devoir soigner des personnes âgées, et cherchant une activité en lien avec son premier métier) : l'accord de pianos. Et ce sont donc les métiers d'accordeur et de réparateur de pianos qu'il va exercer tout au long de sa vie professionnelle en banlieue parisienne, étant successivement salarié à Saint-Germain-en-Laye , travailleur indépendant à Paris puis à Saint-Brice-sous-Forêt et Groslay, pendant quelque temps membre d'une coopérative ouvrière qu'il tenta de lancer mais qui se dissout rapidement, et enfin membre d'une Société Anonyme qu'il fonda avec quelques partenaires. Pendant quelques années, il se consacrera à mettre au point un piano de conception adaptée à son époque (cadre métallique, petite taille) en espérant un jour en lancer la production en série. Il produira un prototype unique sous la marque "Elger". La production en série ne sera jamais lancée parce qu'à cette même époque, les facteurs japonais qui avaient travaillé dans le même esprit proposaient sur le marché des pianos de petite taille et de bonne qualité à un prix qu'il ne pouvait pas concurrencer sans parler du problème du financement de départ qui lui faisait défaut. À la fin de sa carrière professionnelle, il enseigna le métier d'accordeur à l'école professionnelle du Mans.

### Espérantophone
Georges, à l'instar de ses parents, passa toute sa vie à exercer un métier manuel quoiqu'il eût une aptitude certaine pour les activités intellectuelles auxquelles il aurait voulu se consacrer à plein temps. Il en trouva l'occasion avec l'espéranto pour lequel il a énormément travaillé dans ses temps libres, et à plein temps une fois retraité. Il avait un peu entendu parler de l'espéranto par la presse que lisait son père (socialiste, anarchiste, syndicaliste et pacifiste) et par au moins l'un des amis de son père. En 1947, jeune homme, il étudie l'espéranto en autodidacte avec application et fut très surpris en entendant pour la première fois les espérantophones parisiens avec son oreille finement exercée que leur prononciation ne respectait pas ce qu'indiquaient les manuels d’apprentissage ; c'est un des points pour lequel il se battra constamment : aider les espérantophones à améliorer leur prononciation afin d'atteindre un meilleur niveau d'intercompréhension.
Utilisant ses temps de trajet dans le métro, il se mit rapidement à traduire des œuvres importantes du français à l'espéranto comme les tragédies  de Jean Racine (Andromaque, Phèdre). Le faible éclairage du métro de l'époque ne l'empêche pas de travailler, traduisant "d'oreille" et écrivant lors des arrêts aux stations mieux éclairées. Dans le cabaret espérantophone parisien Tri koboldoj, animé par Raymond Schwartz, il fit la connaissance de  Erika, fille de Heinrich Frieß, un espérantophone allemand. Il l'épouse en 1953 et ils auront trois fils qu'ils vont élever dans une ambiance bilingue (espéranto-français), faisant d'eux des espérantophones natifs (en espéranto : denaskuloj. La famille s'installe à Saint-Brice-sous-Forêt (Val-d'Oise) en 1956 dans une maison construite par les grands-parents de Georges.
Dans les années 1960, Georges s'investit fortement pour SAT et SAT-Amikaro en étant par exemple rédacteur en chef pendant plusieurs années de la revue de SAT-Amikaro (à partir de 1963). Les éditoriaux qu'il écrit à l'époque sont marqués d'un ton acerbe, parfois ironique, parfois satirique où il traite souvent de thèmes autour des inégalités. Dans un billet il revendique la supériorité de la cigarette (dont il a fumé plusieurs paquets par jour pendant des décennies) sur la pipe par le gain de temps qu'elle représente. Vers 1975, le ménage qu'il forme avec Erika sombre dans la discorde jusqu'à la séparation. Georges est très affecté par ces circonstances : la poésie en espéranto (signée du pseudonyme Serĝo Elgo) qu'il écrira au cours de ces années, reflète son pessimisme et l'amertume dû à ses déboires conjugaux. À cette même époque, il s'investit dans une compagnie de théâtre espérantophone "TESPA"  qui s'est constituée autour du projet de représenter la tragédie de Racine qu'il avait traduite : Andromaka. Dans les années 1976 à 1980, il sera un des piliers de la compagnie, traduisant des pièces, jouant des rôles, participant à la réalisation des décors. Au cours des mêmes années, il participe avec Jacques Le Puil (eo) à la relance d'un cabaret espérantophone parisien sous le nom "Ruza Kruĉo"  ainsi qu'à la rédaction d'une revue alternative La KancerKliniko (eo)

### Kvinpetalo
En 1982 il rencontre Suzanne Bourot au cours d'un stage au Centre culturel espéranto (KCE ) de La Chaux-de-Fonds et participe avec elle à la création de Kvinpetalo (eo), géré par Societo Yvonne Martinot (SYM) coopérative qui regroupe les personnes associées à ce projet. Un des objectifs de Kvinpetalo répond à une de ses préoccupations récurrentes : élever le niveau de connaissance de langue parmi ses locuteurs. Il a alors la réputation d'un pédagogue exigeant et bougon qui met en fuite certains mais laissera d'excellents souvenirs à d'autres qui lui sont reconnaissants pour les progrès accomplis.
Georges Lagrange, une fois retraité, se consacre pratiquement à plein temps à l'espéranto, donnant des cours, écrivant des romans, traduisant.
C'est alors qu'il est élu à l'Académie d'espéranto (Akademio de Esperanto), aux travaux de laquelle il prend part. Il fut même directeur de sa section grammaire et souhaitait s'en retirer à l'âge de 75 ans (mais il meurt avant cet âge). Il est devenu l'un des référents pour la langue espéranto au cours de ces dernières décennies en participant, par exemple, à la rédaction et à la révision de la nouvelle édition du Plena Ilustrita Vortaro de Esperanto, qui est le dictionnaire de référence de l'espéranto. On lui doit l'introduction d'une terminologie technique que Waringhien avait écartée de l'édition de 1970, préférant faire une place large à un vocabulaire lié à la littérature classique (française, latine et grecque).

### Traductions
Il a traduit du français à l'espéranto plusieurs pièces de théâtre qui ont été présentées sur des scènes internationales, dans lesquelles il a parfois tenu lui-même un rôle : Andromaque et Phèdre de Jean Racine, Hernani de Victor Hugo, Les Justes d'Albert Camus, La Cantatrice chauve d'Eugène Ionesco, La Machine infernale de Jean Cocteau, Dieu aboie-t-il ? de François Boyer, Le Défunt, Edouard et Agripine et La Baby-sitter de René de Obaldia, Laisse tomber la neige de Pierrette Dupoyet, etc.
Il a aussi traduit de nombreuses chansons qui ont été interprétées en espéranto par Jacques Le Puil (eo), Jacques Yvart, Morice Benin et d'autres.
Co-auteur avec Serge Sire, il assure une très bonne traduction/adaptation du livret de Wagner pour la bande dessinée "La RejnOro" (L'or du Rhin) parue en épisodes dans La KancerKliniko de 1979 à 1981, dont l'édition en album est parue en 2016 chez SAT-EFK.
Enfin, Georges Lagrange a traduit en espéranto l'ouvrage de René Centassi (eo) et Henri Masson L'Homme qui a défié Babel, ouvrage biographique sur le créateur de l'espéranto, Louis-Lazare Zamenhof.

## Œuvres originales
Il a écrit plusieurs romans policiers originaux en espéranto sous le pseudonyme Serĝo Elgo caractérisés par le fait que l'intrigue policière classique est souvent prétexte pour faire le tableau de relations sociales. Ses romans sont largement inspirés par son expérience personnelle où sa profession lui a donné l'occasion de pénétrer dans des foyers dans des milieux sociaux très contrastés.
- Ŝia lasta poŝtkarto
- La nokto de la ezoko
- La floroj de l' krepusko
- Surklifa
- La paneo kaj aliaj noveloj

Sous ce pseudonyme, il publie quelques poésies originales dans la revue "La KancerKliniko".
Il est aussi l'auteur de plusieurs courtes pièces de théâtre dans un genre policier grinçant : 
- La skolto
- La forfuĝo
- La ruĝaj formikoj
- La Ursino
- Inna
- Anton'
- La Nigra Pudelo